# Geografie Turecka
Tento článek popisuje geografické poměry v Turecku.

## Poloha a rozloha
Turecko je transkontinentální stát nacházející se převážně v Anatolii v jihozápadní Asii (97 % rozlohy země) a s relativně malou částí zvanou Východní Thrákie v jihovýchodní Evropě. Asijská část je od té evropské oddělena Marmarským mořem a průlivy Bospor a Dardanely. Turecko má zhruba obdélníkový tvar s délkou přes 1 600 km a šířkou asi 800 km. Rozkládá se mezi 36° a 42° severní šířky a 26° a 45° východní délky. Úhlovou vzdálenost 19° 08' mezi nejvýchodnějším a nejzápadnějším bodem urazí Slunce při své zdánlivé pouti kolem Země za 76 minut.

### Krajní body
| Krajní body Turecka         | Krajní body Turecka | Krajní body Turecka          | Krajní body Turecka | Krajní body Turecka              |
| Bod                         | Název               | Poloha                       | Provincie           | Souřadnice                       |
| --------------------------- | ------------------- | ---------------------------- | ------------------- | -------------------------------- |
| Nejsevernější bod           | –                   | okres Kofçaz                 | Kırklareli          | 42°6′21″ s. š., 27°14′27″ v. d.  |
| Nejjižnější bod             | –                   | okres Yayladağı              | Hatay               | 35°48′46″ s. š., 36°9′8″ v. d.   |
| Nejvýchodnější bod          | –                   | okres Aralık                 | Iğdır               | 39°39′3″ s. š., 44°49′4″ v. d.   |
| Nejzápadnější bod           | İnce Burun          | okres Gökçeada               | Çanakkale           | 40°7′30″ s. š., 25°39′56″ v. d.  |
| Geografický střed (těžiště) | –                   | poblíž vesnice Yukarıhasinli | Kayseri             | 38°57′32″ s. š., 35°11′12″ v. d. |

### Rozloha
Rozloha Turecka činí 783 562 km2 (včetně vodních ploch), čímž se řadí na 36. místo ve světě.

### Státní hranice
Turecko má společné hranice s osmi státy: na severozápadě s Bulharskem (223 km) a Řeckem (192 km), na severovýchodě s Gruzií (273 km), na jihovýchodě s Irákem (367 km) a Sýrií (899 km) a na východě s Arménií (311 km), Ázerbájdžánem (17 km) a Íránem (534 km). Celková délka hranice je 2 816 km. Na severu je navíc Turecko ohraničeno Černým mořem, na jihu Středozemním mořem a na západě Egejským mořem. Délka pobřeží včetně ostrovů činí 8 333 km.

## Geografické regiony

Mapa geografických regionů: Marmarský (tmavě zelená), Černomořský (světle zelená), Egejský (modrá), Střední Anatolie (hnědá), Východní Anatolie (oranžová), Středomořský (fialová) a Jihovýchodní Anatolie (žlutá).

Od roku 1941 je Turecko rozděleno do sedmi geografický regionů.
- Jihovýchodní Anatolie (59 176 km2; 7,5 % rozlohy země)[6][8]
- Marmarský region (67 000 km2; 8,5 % rozlohy země)[6][8]
- Egejský region (85 000 km2; 12 % rozlohy země)[6][8]
- Středomořský region (122 927 km2; 16 % rozlohy země)[6][8]
- Černomořský region (143 537 km2; 18 % rozlohy země)[6][8]
- Střední Anatolie (163 057 km2; 18 % rozlohy země)[6][8]
- Východní Anatolie (165 436 km2; 21 % rozlohy země)[6][8]

## Povrch (reliéf)
Turecko je převážně hornatá země, přičemž nejhornatější je východní část. Přibližně 60 % území leží v nadmořské výšce nad 1 000 metrů. Jednu třetinu území tvoří náhorní plošiny a zbylých 10 % nížiny.

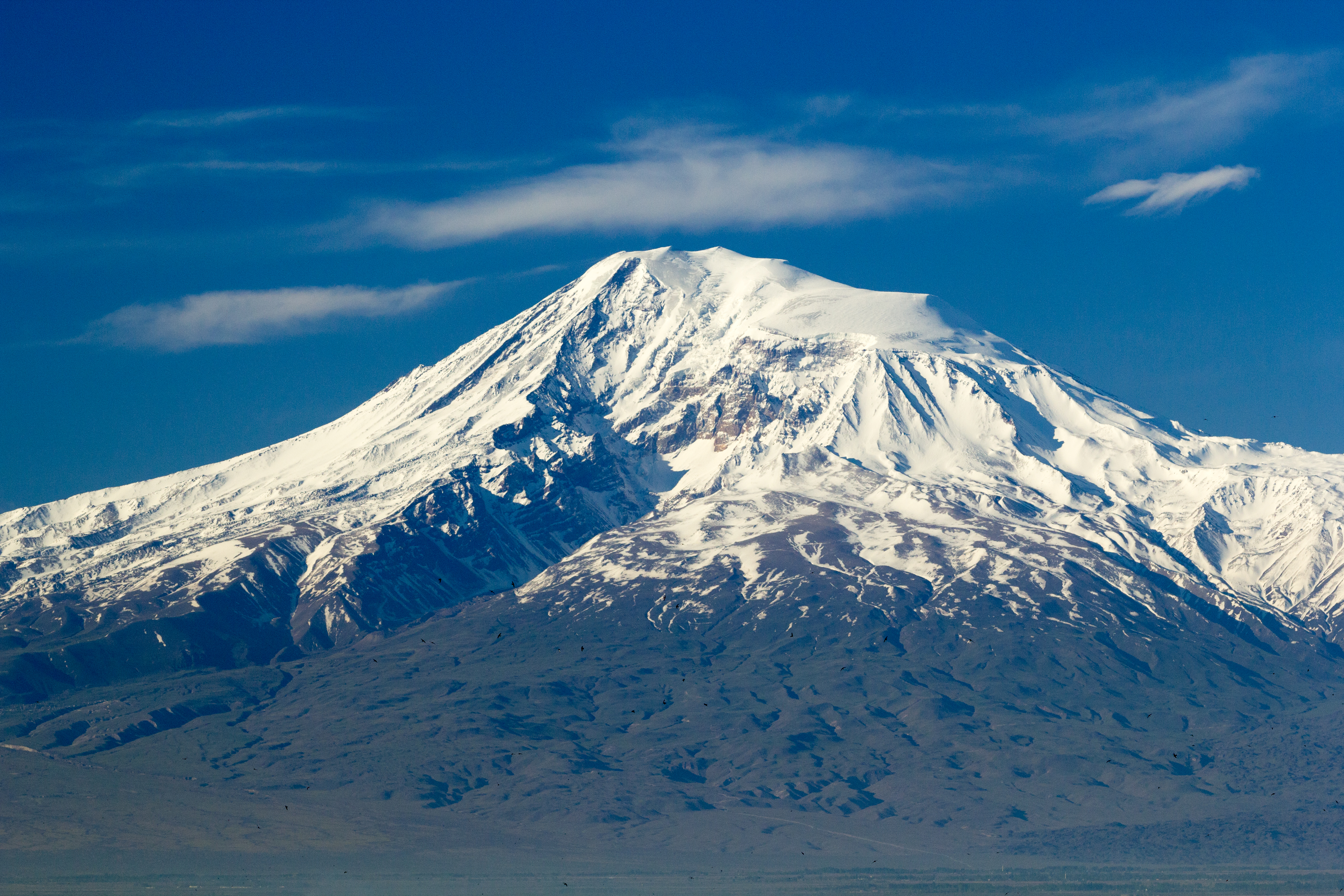
Ararat, nejvyšší hora Turecka

Mezi nejvyšší pohoří patří Pontské hory na severovýchodě, Taurus na jihu a jihovýchodě a Arménská vysočina na východě. Nejrozsáhlejšími nížinami jsou Çukurova (města Mersin, İskenderun a Adana), Harran a Konijská nížina.
- Nejvýše položené místo: Ararat (5 137 m n. m.; Arménská vysočina)
- Nejníže položené místo: Středozemní moře (0 m n. m.)
- Průměrná nadmořská výška: 1 141 m n. m.

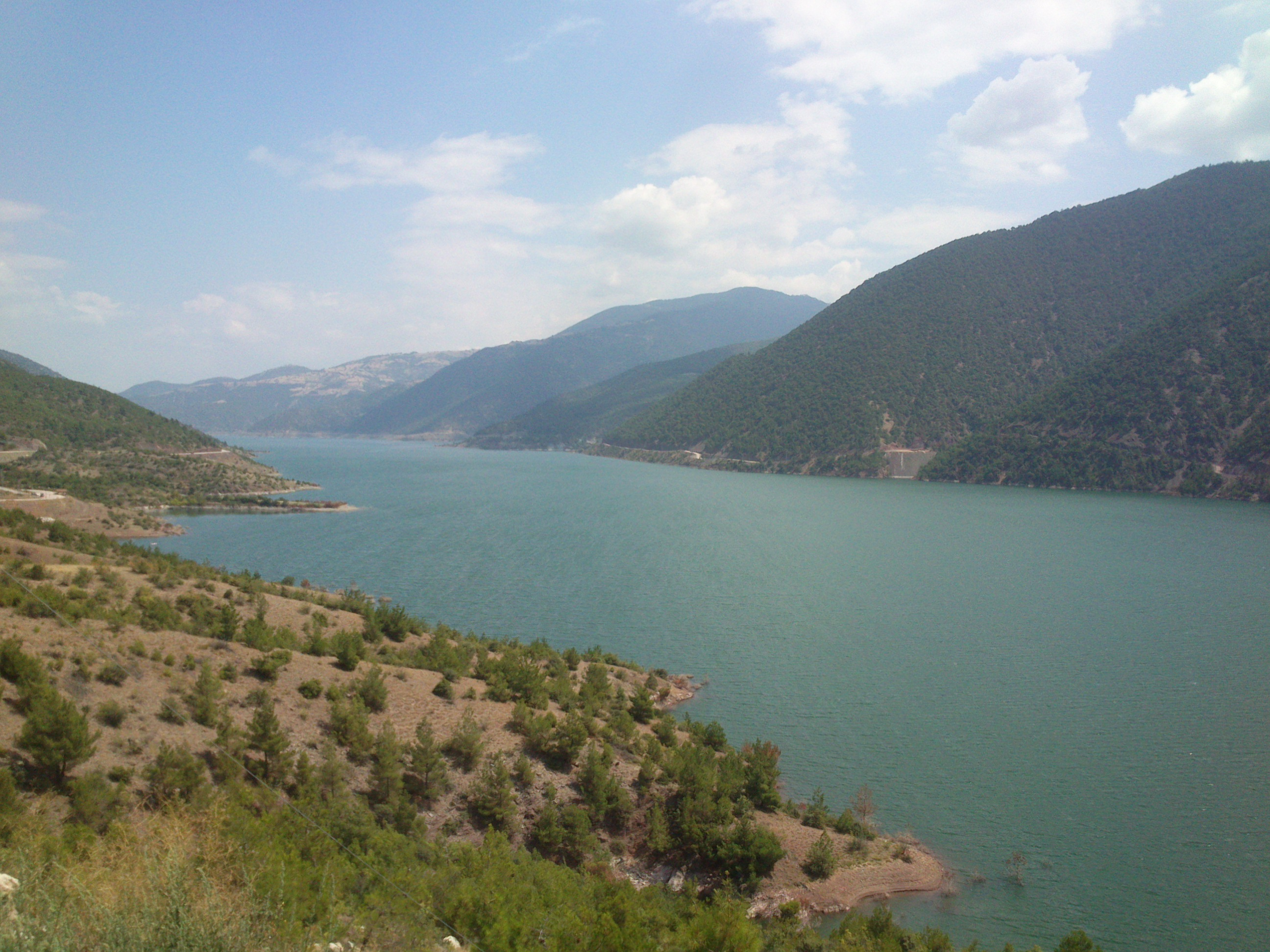
Řeka Kızılırmak

## Vodstvo

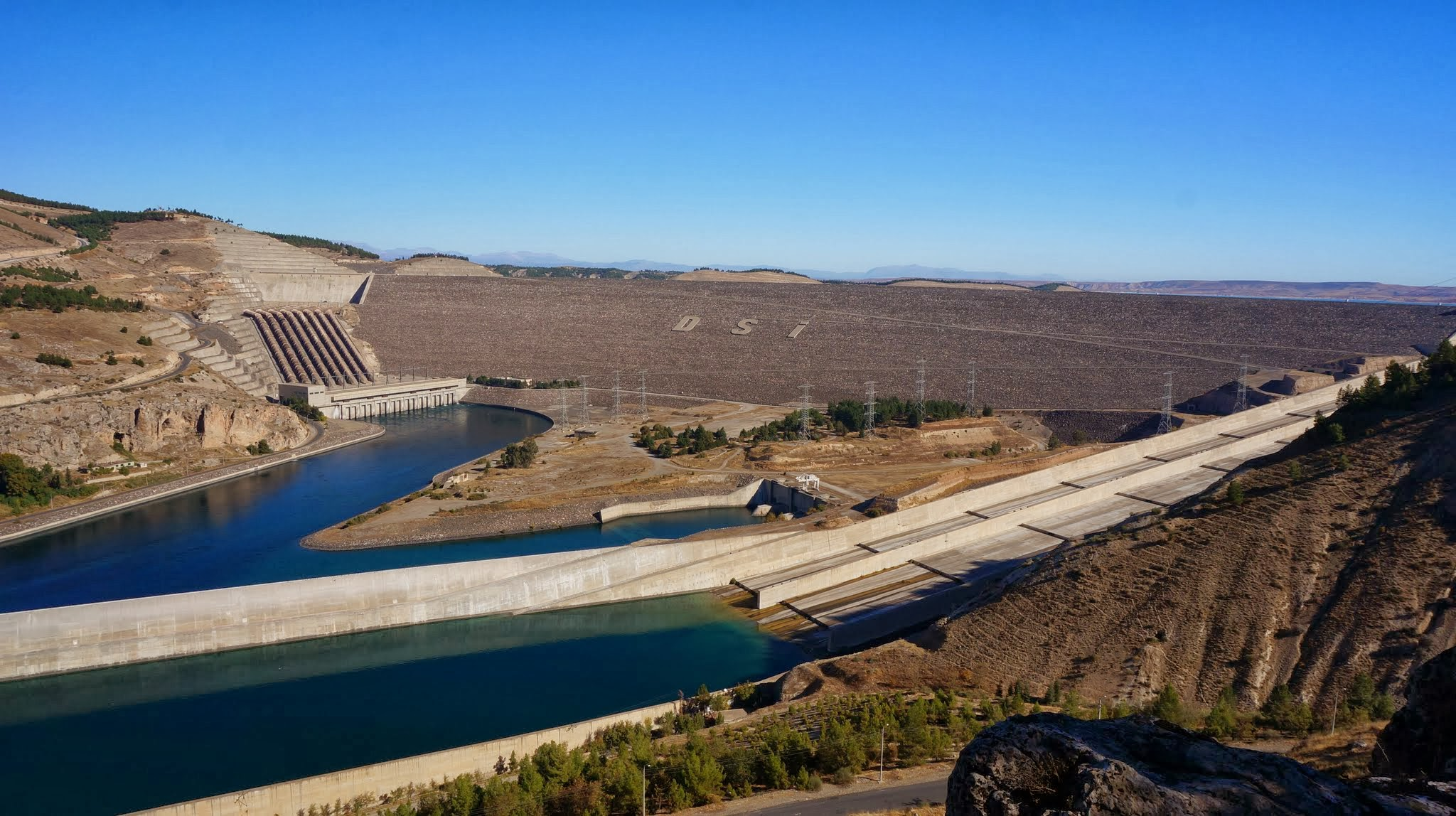
Atatürkova přehradní nádrž

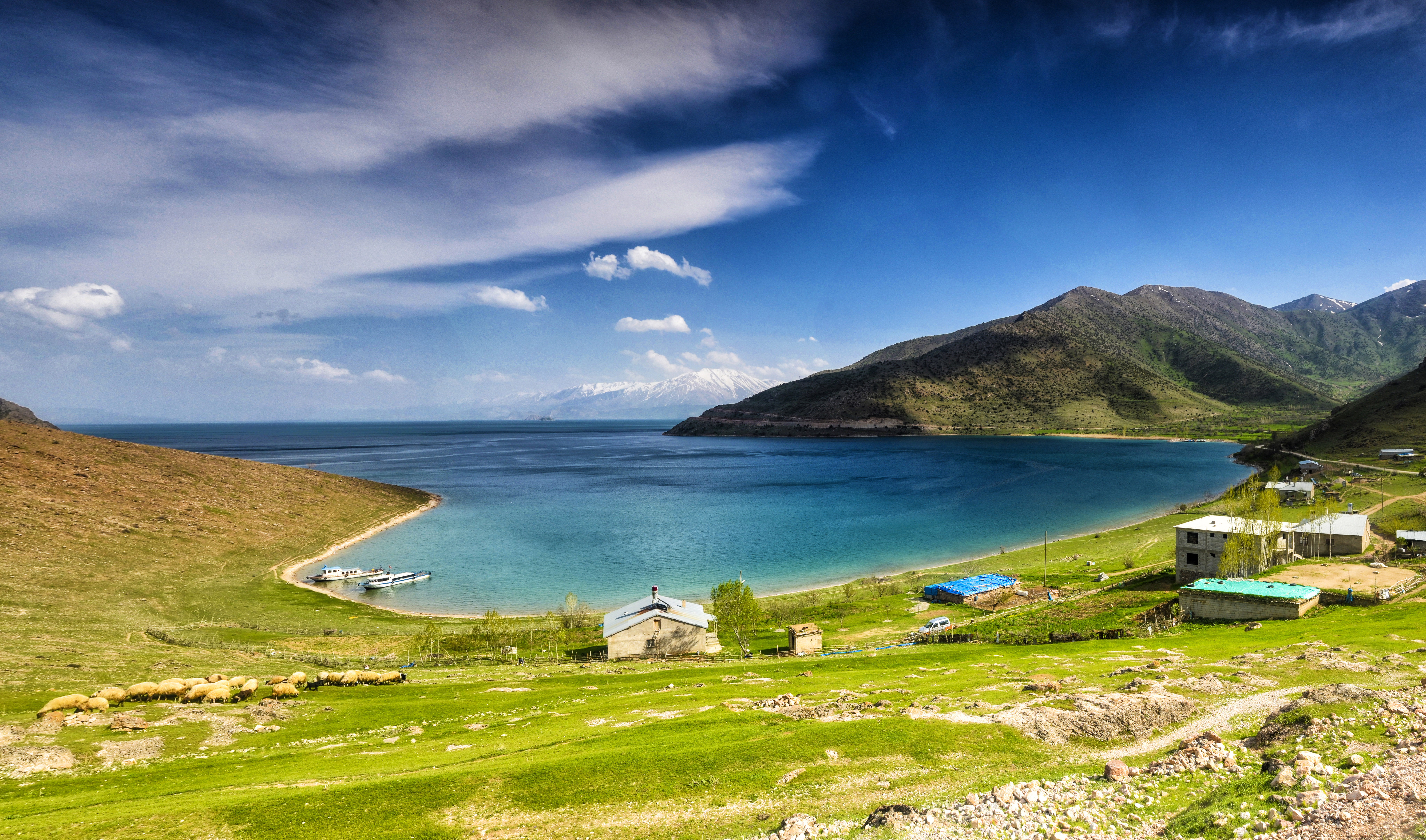
Vanské jezero

Mapa zemětřesení v Turecku v letech 1900–2023

Köppenova klimatická mapa Turecka v letech 1991–2020

### Vodní toky
Turecké řeky jsou napájeny především dešťovými srážkami a táním sněhu. Řeky lze rozdělit do několika skupin podle toho, kam ústí: Černé moře, Marmarské moře, Egejské moře, Středozemní moře, Perský záliv a Kaspické moře.
- Nejdelší řeka: Kızılırmak (1 355 km)

### Vodopády
Nejvyšší vodopády se nacházejí v provinciích Rize, Artvin a Trabzon.
- Nejvyšší vodopád: Bulut (280 m)[10]

### Vodní plochy
V Turecku se nachází 61 přirozených jezer.
- Největší jezero: Vanské jezero (3 713 km2)[11]
- Nejhlubší jezero: Vanské jezero (451 m)
- Nejvýše položené jezero: Balık (2 250 m n. m.; provincie Ağrı)

K rozmachu vodních nádrží v Turecku došlo ve 20. století. Většina nádrží byla vybudována kvůli výrobě elektrické energie a zavlažování.
- Největší vodní plocha: Atatürkova přehradní nádrž (817 km2; Eufrat)[12]
- Nejvyšší hráz: Yusufelijská přehradní nádrž (270 m; Čoroch)
- Nejdelší hráz: Atatürkova přehradní nádrž (1 820 m; Eufrat)[13]

## Zemětřesení
Zemětřesení jsou častá, protože Turecko se nachází na hranici tří tektonických desek (Eurasijská, Arabská a Africká).
V roce 1939 zasáhlo provincii Erzican zemětřesení o síle 7,9 stupňů Richterovy škály. Při zemětřesení zahynulo více než 30 000 lidí a více než 100 000 osob bylo zraněno. Jednalo se o nejsilnější zemětřesení v historii Turecka.

## Počasí a klima
Podnebí v Turecku se liší v závislosti na nadmořské výšce. Průměrné roční teploty v celém Turecku se pohybují mezi 0 a 25 °C. Mezi charakteristiky tureckého klimatu patří teplá až horká léta, mírné zimy, intenzivní sluneční svit v letních měsících a vliv Černého a Středozemního moře. Vnitrozemí a východní části země se vyznačují chladnými zimami a horkými léty.
Podle Köppenovy klasifikace podnebí zahrnuje Turecko několik typů podnebí. Středomořské podnebí panuje ve Středomořském, Egejském a Marmarském regionu a Jihovýchodní Anatolii, vlhké subtropické či oceánické podnebí v Černomořském regionu a polopouštní a kontinentální podnebí ve Střední a Východní Anatolii. Nejvyšší naměřená teplota na území Turecka je 50,5 °C, která byla naměřena dne 25. července 2025 ve městě Silopi. Nejnižší teplota −46,4 °C byla naměřena 9. ledna 1990 v okrese Çaldıran.
Turecko je vysoce zranitelné vůči změně klimatu v důsledku socioekonomických, klimatických a geografických faktorů. Turecko si klade za cíl dosáhnout čistých nulových emisí do roku 2053.
Níže je uvedena tabulka s teplotními a srážkovými podmínkami dle v jednotlivých geografických regionech:
| Geografické regiony – podnebí | Geografické regiony – podnebí | Geografické regiony – podnebí | Geografické regiony – podnebí | Geografické regiony – podnebí | Geografické regiony – podnebí |
| Region                        | Průměrná roční teplota [°C]   | Nejvyšší teplota [°C]         | Nejnižší teplota [°C]         | Průměrná vlhkost [%]          | Průměrné roční srážky [mm]    |
| ----------------------------- | ----------------------------- | ----------------------------- | ----------------------------- | ----------------------------- | ----------------------------- |
| Marmarský                     | 13,5                          | 44,6                          | −27,8                         | 71,2                          | 564,3                         |
| Egejský                       | 15,4                          | 48,5                          | −45,6                         | 60,9                          | 706,0                         |
| Středomořský                  | 16,4                          | 45,6                          | −33,5                         | 63,9                          | 706,0                         |
| Černomořský                   | 12,3                          | 44,2                          | −32,8                         | 70,9                          | 828,5                         |
| Střední Anatolie              | 10,6                          | 41,8                          | −36,2                         | 62,6                          | 392,0                         |
| Východní Anatolie             | 9,7                           | 44,4                          | −45,6                         | 60,9                          | 569,0                         |
| Jihovýchodní Anatolie         | 16,5                          | 48,4                          | −24,3                         | 53,4                          | 584,5                         |